# Giovanni Andrea Doria
Pour les articles homonymes, voir Doria.
Giovanni Andrea Doria ou Giannandrea Doria (Gênes, 1539 - 2 février 1606) est un amiral génois du XVIe siècle qui s'illustra pendant les guerres d'Italie.

## Biographie
Giovanni Andrea Doria  était un amiral italien de la république de Gênes, le fils de Gianettino Doria et le petit-neveu du célèbre amiral génois Andrea Doria, par qui il fut par la suite adopté.
En 1556, il devient amiral de la flotte génoise et commande la flotte chrétienne lors de la bataille de Djerba, en 1560, remportée par les Ottomans menés par Piyale Pacha. Il dirige l'aile droite des forces chrétiennes à la bataille de Lépante (1571), qui marque la première défaite maritime de l'Histoire pour les Turcs. Enfin, il mène une expédition contre les Barbaresques en 1601.
Il est fait chevalier de l'ordre de Santiago et devient marquis de Tursi et prince de Melfi, titres dont il hérite de son père adoptif. C’est le premier de sa famille à diriger le comté de Loano.

## Mariages et descendance
Il avait épousé en premières noces, en 1558, Zenobia del Carretto (1540 † 1590), dont il avait eus :
- Andrea († né 1565) ;
- Andrea († né 1566) ;
- Andrea († né 1567) ;
- Andrea († né 1568) ;
- Vittoria (1569 † 1618), qui épousa Ferdinand II de Gonzague[1], duc de Guastalla ;
- Andrea II (1570 † 1629), 3ème prince de Melfi, qui épousa Giovanna Colonna, avec enfants ;
- Giovanni (1573 † 1642), surnommé Giannettino, cardinal, archevêque de Thessalonique et Palerme ;
- Artemisia (1574 † 1644), qui épousa Carlos Francisco de Borgia, 7ème duc de Gandie ;
- Carlo (1576 † 1650), duc de Tursi, qui épousa Placidia Spinola, avec enfants.

Il épousa secrètement en secondes noces, en 1590, la baronne Katharina de Lysfelt et Harem (1564 † 1606), fille naturelle d'Eric II, duc de Brunswick-Lüneburg.